# Jadwiga Barańska

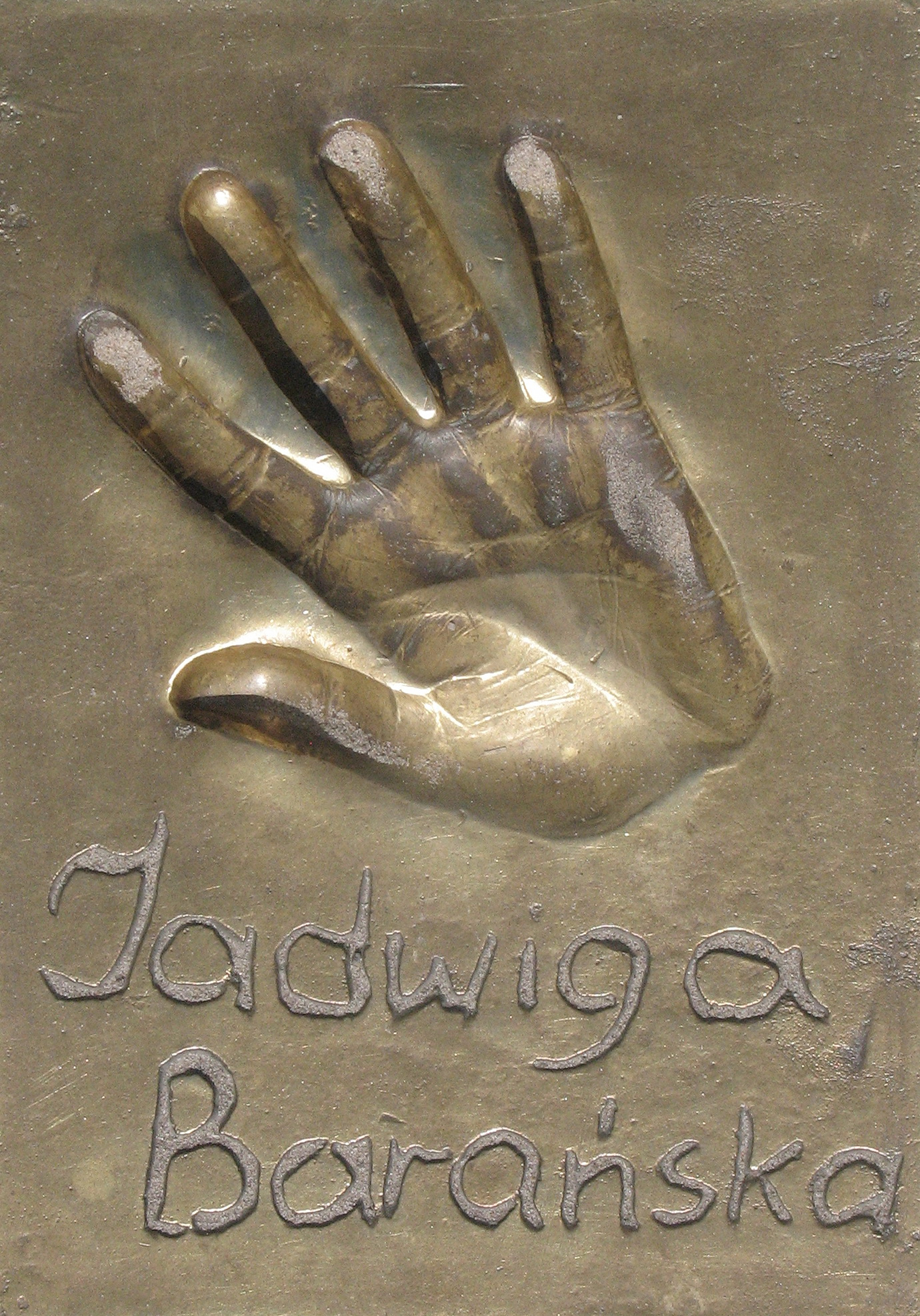
Odcisk dłoni i podpis Jadwigi Barańskiej w Alei Gwiazd w Międzyzdrojach

Jadwiga Barańska-Antczak (ur. 21 października 1935 w Łodzi, zm. 24 października 2024 w Los Angeles) – polska aktorka teatralna, filmowa i telewizyjna, scenarzystka.

## Życiorys
W 1958 r. ukończyła studia w Państwowej Wyższej Szkole Teatralnej w Łodzi.
Karierę w teatrze rozpoczęła na deskach Teatru Klasycznego w latach 1959–1966. Następnie grała w Teatrze Polskim w Warszawie do 1972 r. Odniosła sukces jako aktorka filmowa, występując głównie w filmach męża, Jerzego Antczaka. Największą sławę przyniosła jej rola Barbary Niechcic w adaptacji powieści Noce i dnie Marii Dąbrowskiej, jak również w kreacji tytułowej w filmie Hrabina Cosel. Była również aktorką Teatru Telewizji. Grała w nim Siostrę Marię w Chłopcach Stanisława Grochowiaka (reż. Tadeusz Jaworski; 1966) oraz Mademoiselle w Asmodeuszu François Mauriaca (reż. Jan Bratkowski, 1968).
W 1978 r. wyemigrowała z mężem do Stanów Zjednoczonych, skąd powróciła do Polski na początku lat 90. Pobyt ten zaowocował filmem Antczaka Dama kameliowa (1994) według scenariusza Barańskiej oraz dwoma spektaklami Teatru Telewizji w reżyserii Antczaka: Cezar i Pompejusz oraz Ścieżki chwały. W 2000 r. przystąpiła – jako współautorka scenariusza i współreżyserka – do realizacji filmu Antczaka o związku Fryderyka Chopina i George Sand – Chopin. Pragnienie miłości (2002), w którym zagrała rolę Tekli Justyny Chopin, matki Fryderyka Chopina. W 2013 r. obchodziła w Warszawie jubileusz 55-lecia pracy artystycznej.
Z Jerzym Antczakiem miała syna Mikołaja (ur. 1964), fizyka i programistę komputerowego.
Została pochowana 13 listopada 2024 w Los Angeles, zaś w 90. rocznicę urodzin jej prochy zostaną sprowadzone i pochowane w Polsce.

## Filmografia

### Scenarzystka
- Dama kameliowa (1995)
- Chopin. Pragnienie miłości (2002)

### Aktorka
| Filmy fabularne     |                               |                             |                |
| Rok                 | Tytuł                         | Rola                        | Reżyseria      |
| 1958                | Żołnierz królowej Madagaskaru | jedząca ciastko w „Arkadii” | Jerzy Zarzycki |
| 1968                | Hrabina Cosel                 | Anna Konstancja Cosel       | Jerzy Antczak  |
| 1970                | Kłopotliwy gość               | sekretarka                  | Jerzy Ziarnik  |
| 1970                | Epilog norymberski            | więźniarka w Oświęcimiu     | Jerzy Antczak  |
| 1975                | Noce i dnie                   | Barbara Niechcic            | Jerzy Antczak  |
| 1976                | Trędowata                     | hrabina Idalia Elzonowska   | Jerzy Hoffman  |
| 1977                | Nido de viudas                | Carmen                      | Tony Navarro   |
| 2002                | Chopin. Pragnienie miłości    | Tekla Justyna Chopin        | Jerzy Antczak  |
| Seriale telewizyjne |                               |                             |                |
| 1968                | Hrabina Cosel                 | Anna Konstancja Cosel       | Jerzy Antczak  |
| 1977                | Noce i dnie                   | Barbara Niechcic            | Jerzy Antczak  |

## Ordery i odznaczenia
- Złoty Krzyż Zasługi (1975)[9]
- Złoty Medal „Zasłużony Kulturze Gloria Artis” (10 października 2008)[10][11]
- Krzyż Oficerski Orderu Odrodzenia Polski za wybitne zasługi dla kultury polskiej, za osiągnięcia w pracy artystycznej (4 stycznia 2024)[12]

## Nagrody i wyróżnienia
- Złota Apsara – I nagroda za rolę tytułową w filmie Hrabina Cosel na II Międzynarodowym Festiwalu Filmowym w Phnom Penh w Kambodży (1969)
- Złoty Gwóźdź – nagroda w VII Plebiscycie Popularności (1974)
- Nagroda za rolę Barbary Niechcic w filmie Noce i dnie na II Festiwalu Polskich Filmów Fabularnych w Gdańsku (1975)
- Nagroda państwowa I stopnia (zespołowa) za film Noce i dnie (1976)
- Srebrny Niedźwiedź za najlepszą rolę kobiecą – Barbary Niechcic w filmie Noce i dnie na Międzynarodowym Festiwalu Filmowym w Berlinie (1976)
- Nagroda Komitetu do Spraw Radia i Telewizji za kreację aktorską w serialu telewizyjnym Noce i dnie (1978)
- „Złoty Ekran” za rolę Barbary Niechcic w serialu telewizyjnym Noce i dnie (1979)
- Odcisk dłoni na Promenadzie Gwiazd w Międzyzdrojach (1999)
- Złota Sowa Polonii za twórczość filmową (2015)
- Diamentowe Lwy – nagrodę publiczności biorącej udział w plebiscycie na najlepszą polską aktorkę czterdziestolecia Festiwalu Filmów Polskich, m.in. za rolę Barbary Niechcic w filmie Noce i dnie (2015)[13].
- Modjeska Prize przyznawana przez Helena Modjeska Art and Culture Club w Los Angeles (2018)
- Diamentowy Nenufar za Całokształt Dokonań Artystycznych na Festiwalu Twórczości Jadwigi Barańskiej i Jerzego Antczaka w Sokołowie Podlaskim (2018)